# Gregor Gysi
Gregor Gysi (Berlín, 16 de enero de 1948) es un político alemán, uno de los más importantes dirigentes del partido La Izquierda y desde 2005 hasta 2015 portavoz de su grupo parlamentario.

## Biografía
En 1967 se afilió al Partido Socialista Unificado (SED). En 1971 se licenció en Derecho, y durante las décadas de los 70 y 80 se convirtió en un famoso abogado de los disidentes políticos en la República Democrática Alemana (RDA).
A finales de los años 80 era uno de los principales dirigentes partidarios de la Perestroika dentro del SED. En 1989 consiguió presentar un recurso legal para la autorización de manifestaciones y pidió públicamente elecciones multipartidistas y derechos civiles. En diciembre de 1989 formó una comisión especial en el SED para investigar abusos de poder y corrupción. 
En 1990 lideró el proceso de expulsión de los veteranos dirigentes más ortodoxos y el cambio de nombre del partido por el de Partido del Socialismo Democrático (PDS), del que se convirtió en secretario general. Fue elegido diputado a la Cámara del Pueblo en las elecciones de marzo de 1990 y al Bundestag en 1990, 1994 y 1998. En 2000 renunció como portavoz parlamentario del PDS tras diversas acusaciones de corrupción y de colaboración con la Stasi en el pasado. Sin embargo, en las elecciones municipales de 2001 fue elegido diputado de la Cámara de Diputados de Berlín y, tras el pacto entre PDS y SPD, fue nombrado ministro de Economía, trabajo y mujer bajo el gobierno del alcalde Klaus Wowereit. Se vio forzado a dimitir en abril de 2002 tras un escándalo por el uso de billetes de vuelo como parlamentario en el pasado. 
A pesar de ello se mantuvo como el dirigente más carismático del PDS y uno de los políticos más populares entre los ciudadanos de la Alemania Oriental, encabezando movilizaciones contra los recortes al seguro de desempleo y por mayores inversiones sociales en el Este. Se mantuvo algo apartado de la política tras sufrir un infarto en 2004, pero en 2005 fue llamado por su compañero de partido Lothar Bisky y los más importantes dirigentes del PDS para ocupar el primer lugar en la candidatura de su partido, ahora renombrado como Partido de la Izquierda, y liderar la campaña de La Izquierda (Die Linke, PDS-WASG) junto con Oskar Lafontaine.
Después de las elecciones, Gysi fue nombrado portavoz del grupo parlamentario conjunto de La Izquierda, cargo que mantuvo hasta 2015. Desde 2005, defendió la fusión oficial del Partido de la Izquierda y la WASG, que finalmente se produjo en junio de 2007.